# Hermann Eberhard
Hermann Eberhard Schmith (27 de febrero de 1852 en Ohlau, Silesia - Punta Arenas, 30 de mayo de 1908) fue un explorador y capitán alemán que se considera fundador de los primeros asentamientos en la Patagonia occidental.

## Biografía
Hermann Eberhard nació el 27 de febrero de 1852 en Ohlau, Silesia, Alemania. Fue enviado por sus padres, al haber alcanzado la edad escolar, al "Cuerpo de Cadetes" en Wahlstatt, para cursar los estudios superiores en el instituto militar de enseñanza secundaria. De ahí pasó a Berlín, para continuar los estudios hasta el bachillerato e ingresar de teniente al ejército prusiano. Pero el espíritu emprendedor de Eberhard se decidió por la marina, y así en el año 1869 dejó su carrera predestinada y entró de simple marinero a un buque mercante alemán. Debido a sus conocimientos, seriedad y arrojo pasó grado en grado el escalafón marino, rindiendo los exámenes de piloto y luego de capitán.
En la gran compañía naviera alemana Kosmos, le fue confiado un buque que él condujo a las costas de Chile y que más tarde quedó estacionado en las Malvinas.
En 1887 deja la compañía naviera, para tantear las posibilidades de establecer un asentamiento en la Patagonia occidental, donde termina adquiriendo 40 000 ha de parte del gobierno de Argentina en la provincia de Santa Cruz. Desde ahí, en 1892 comienza su expedición a la costa sudeste chilena, junto a sus coterráneos August Kark y Teodoro Huelphers, además de un ovejero y dos ingleses de apellidos Game y Cattle, en busca de terrenos aptos para la ganadería ovina. En Punta Arenas obtiene la ayuda del cónsul alemán Rodolfo Stubenrauch. Finalmente fundó la estancia de Puerto Consuelo en la provincia de Última Esperanza, donde forma una hacienda ovejera de considerable tamaño, en terrenos concedidos el 8 de octubre de 1893.
Recibió otras 20 000 ha hacia 1894 del gobernador General Edelmiro Mayer en Río Turbio. 

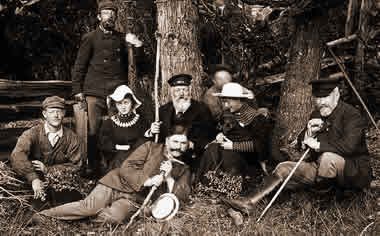
La familia Eberhard en una fotografía tomada en 1905. De pie: August Kark.
Abajo: Hermann Eberhard W, Dorotea Eberhard W, Capitán Hermann Eberhard Schmith, Luisa Eberhard W, Rodolfo Stubenrauch, Ricardo Kruger.

En 1895 descubre la Cueva del Milodón en Puerto Natales los restos de un milodón desaparecido hace 10 000 años. Dado que encontró también piel, el descubrimiento fue de gran expectativa para la ciencia.
En 1899 es nombrado cónsul de Alemania en Río Gallegos; cumpliendo esa función hasta 1904. El territorio ganadero en esa época estaba en posesión de unas 30 familias de extranjeros, con una extensión 3620 km² . 
En 1905 viaja Eberhard para Santiago de Chile, para tratar de clarificar el asunto de las tierras, pero su viaje no tuvo éxito. 
Falleció en Punta Arenas el 30 de mayo de 1908, a la edad de 56 años. Sus restos descansan en el cementerio municipal de esa ciudad.
El fiordo Eberhard, descubierto por su expedición, está dedicado a él. Hermann Eberhard es para Chile una de las personalidades más importantes durante la colonización de la Región de Magallanes y de la Antártica Chilena.